# Lockwitzbach (Coswig)
Der Lockwitzbach ist ein südwärts fließender rechter Zufluss der Elbe im sächsischen Landkreis Meißen. Er hat sein Quellgebiet auf Wiesenflächen zwischen Auer und Dippelsdorf. Der Ursprung des Namens des Baches wird im Altsorbischen Lukovia („Wiesenbach“) vermutet.

## Verlauf
Der Bach wird durch mehrere Wasserläufe aus den Wiesengebieten westlich von Dippelsdorf und dem Friedewald gespeist und verläuft in südwestlicher Richtung vorbei am Forsthaus Kreyern bis zu seiner Mündung in den Spitzgrundteich. Dieser Teich wurde als Stauteich künstlich angelegt, um die Wasserkraft in der Spitzgrundmühle zu nutzen. Im weiteren Verlauf unterquert er die Bahnstrecke Berlin–Dresden sowie die Streckenführung der Straßenbahnlinie 4 der Dresdner Verkehrsbetriebe und die Weinböhlaer Straße. Danach schwenkt er in Richtung Süden, bleibt westlich des Sportgeländes des Coswiger Fußballvereins und trifft auf die Bahnstrecke nach Meißen. Anschließend wird geradlinig das Gewerbegebiet an der Industriestraße durchquert, der Haudelteich westlich tangiert und die Dresdner Straße (S 82) unterquert. Nach der Unterquerung der Brockwitzer Straße teilt sich der Wasserlauf in zwei Arme. Einer verläuft in südöstliche Richtung, parallel zur Brockwitzer Straße, und mündet nach etwa 1,5 Kilometer an der Gauernitzer Elbinsel in einen Altarm der Elbe.

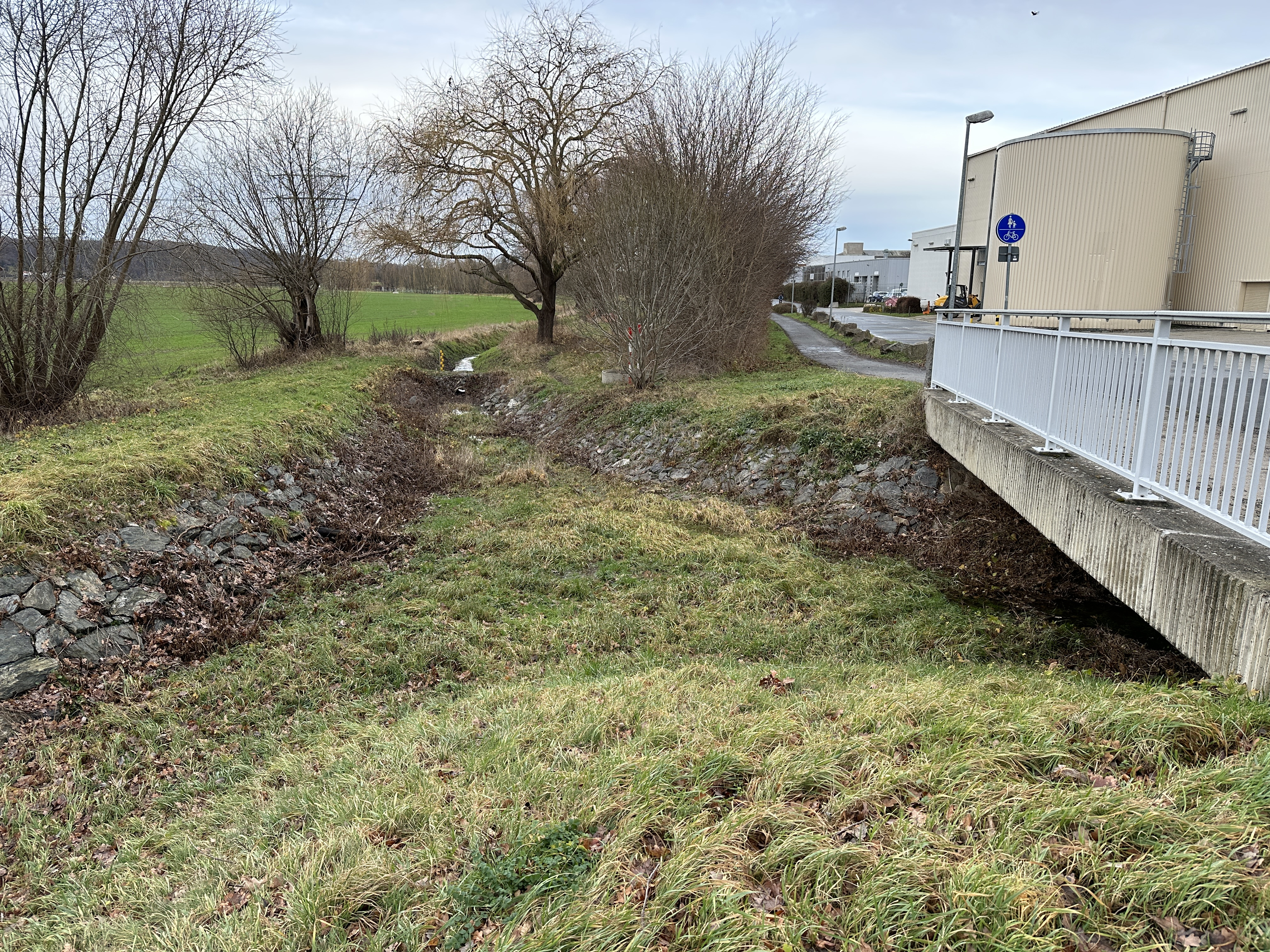
Auftrennung in die beiden Abflussarme

Der andere Arm entspricht dem historischen Verlauf des Baches und reicht etwa 3,5 Kilometer in nordwestlicher Richtung. Dieses Stück ist teilweise verlandet und nur noch bei Starkregen wasserführend. Die Mündung in die Elbe liegt im Ortsteil Sörnewitz.